# Jude Thaddeus Okolo
Jude Thaddeus Okolo, KC*HS (Cano, Nigéria, 18 de dezembro de 1956) é um clérigo nigeriano, arcebispo católico romano e diplomata da Santa Sé.

## Biografia
O Arcebispo de Onitsha, Francis Arinze, ordenou-o sacerdote em 2 de julho de 1983, após sua formação teológica. Trabalhou na Cúria Romana de 1984 a 1986 no campo do diálogo com as seitas cristãs. Ele então completou estudos de pós-graduação em Roma, obtendo um doutorado em direito canônico e um diploma da Pontifícia Academia Eclesiástica. Ingressou no serviço diplomático da Santa Sé em 1990 e serviu em missões diplomáticas e nunciaturas no Sri Lanka, Haiti, Antilhas e outros países insulares do Caribe, Suíça, República Tcheca e Austrália. Ele fala igbo, inglês, francês, italiano, tcheco, espanhol e alemão.
Papa Bento XVI nomeou-o arcebispo titular pro hac vice de Novica e núncio apostólico no Chade e na República Centro-Africana em 2 de agosto de 2008. Foi ordenado bispo pelo Cardeal Prefeito da Congregação para o Culto Divino e a Disciplina dos Sacramentos, Francis Arinze, em 27 de setembro do mesmo ano, na Catedral da Assunção de Nnewi, Nigéria; os co-consagradores foram Hilary Paul Odili Okeke, Bispo de Nnewi, e Valerian Okeke, Arcebispo de Onitsha.
O Papa Francisco nomeou Okolo Núncio Apostólico na República Dominicana em 7 de outubro de 2013. Também foi nomeado Delegado Apostólico em Porto Rico.
Em 13 de maio de 2017, o Papa Francisco o nomeou Núncio Apostólico na Irlanda. Em 1º de maio de 2022, o Papa o nomeou Núncio Apostólico na República Tcheca.

Arcebispo Okolo é Cavaleiro-Comendador da Ordem Equestre do Santo Sepulcro de Jerusalém. Foi o primeiro Núncio Apostólico saído da Nigéria, o primeiro Núncio Apostólico da Sub-Região da África Ocidental e o primeiro Núncio africano a servir na República da Irlanda.